# Palo Alto
Cet article concerne la ville américaine située en Californie. Pour les autres significations, voir Palo Alto (homonymie).
Palo Alto (/ˌpæloʊ ˈæltoʊ/, de l'espagnol : palo, « bâton » et alto, « haut ») est une ville américaine située dans le comté de Santa Clara au sud de la péninsule de San Francisco, dans le nord de la Silicon Valley en Californie. Elle accueille les sièges de nombreuses entreprises de technologies de pointe, dont Tibco Software, Hewlett-Packard et VMware. Elle héberge aussi l'université Stanford. Cela fait de Palo Alto un repère d'excellence, tragiquement connu pour être la ville où les adolescents se suicident quatre fois plus que la moyenne aux États-Unis,, notamment à cause de la pression académique résultante.
Palo Alto est réputée pour être le berceau du Mental Research Institute, plus connu sous le nom d'école de Palo Alto, fondé par Gregory Bateson, chercheur en communication, cybernétique et psychologie. Elle est notamment rendue célèbre par le Palo Alto Research Center, fondation où sont mises au point de nombreuses innovations informatiques telles que Ethernet, Smalltalk, l'électrophotographie (impression laser) et l'interface graphique.

## Histoire
Palo Alto est souvent désignée comme étant le berceau de la Silicon Valley. Dans un garage de la ville, deux étudiants en thèse à Stanford, Bill Hewlett et Dave Packard, fondent Hewlett-Packard (HP) en 1939. Le siège d'HP se trouve par ailleurs toujours à Palo Alto. Steve Jobs, le cofondateur d'Apple, y vivait. La ville détient également un triste record concernant le nombre de suicides des adolescents : 11 en six ans. Selon les experts, ceci viendrait de la trop forte pression scolaire imposée aux élèves dans les lycées d'élite.

## Géographie
La ville a plusieurs centres :
- Downtown Palo Alto : sur University Avenue se concentrent un grand nombre de commerces et de restaurants
- Business District : au croisement entre California Avenue et El Camino Real on retrouve beaucoup de petits restaurants dont deux français, ainsi qu'un grand nombre de banques.

La ville est desservie par trois arrêts du Caltrain : du nord au sud, Palo Alto, California Avenue et San Antonio. Un quatrième arrêt Stanford station (après celui de Palo Alto) est opérationnel les jours de match de football à Stanford. Le Caltrain a des fréquences diverses et permet de se rendre à San Francisco en une petite heure ou à San José en une demi-heure.

### Transport
Palo Alto dispose de l'aéroport du comté de Santa Clara (code AITA : PAO).

## Politique et administration
La ville est administrée par un système à gérance municipale. Le conseil est formé de sept membres élus pour un mandat de quatre ans et renouvelables par moitié tous les deux ans. Le maire et son adjoint son élus chaque année.

## Économie
Suivant les données fournies par le rapport financier annuel de l'année 2010, les plus importants employeurs de la ville sont :
| Rang | Employeur                                      | Employés |
| ---- | ---------------------------------------------- | -------- |
| 1    | Université Stanford                            | 10 101   |
| 2    | Stanford University Medical Center/Hospital    | 5 569    |
| 3    | Lucile Packard Children's Hospital             | 3 549    |
| 4    | Veteran's Affairs Palo Alto Health Care System | 3 500    |
| 5    | Space Systems/Loral                            | 3 200    |
| 6    | Hewlett-Packard                                | 2 001    |
| 7    | Palo Alto Medical Foundation                   | 2 000    |
| 8    | Wilson Sonsini Goodrich & Rosati               | 1 500    |
| 9    | Palo Alto Unified School District              | 1 336    |
| 10   | City of Palo Alto                              | 1 100    |

## Démographie
| Groupe            | Palo Alto | Californie | États-Unis |
| ----------------- | --------- | ---------- | ---------- |
| Blancs            | 64,2      | 57,6       | 72,4       |
| Asiatiques        | 27,1      | 13,1       | 4,8        |
| Métis             | 4,2       | 4,9        | 2,9        |
| Autres            | 2,2       | 17,0       | 6,2        |
| Afro-Américains   | 1,9       | 6,2        | 12,6       |
| Océaniens         | 0,2       | 0,4        | 0,2        |
| Amérindiens       | 0,2       | 1,0        | 0,9        |
| Total             | 100       | 100        | 100        |
|                   |           |            |            |
| Latino-Américains | 6,2       | 37,6       | 16,7       |

## Personnalités liées à Palo Alto
- L'ancien président Herbert Hoover y établit sa résidence domestique à partir de 1916 et s'y fixa personnellement en 1932 après son échec à l'élection présidentielle.

## Jumelages
- Palo (Philippines) depuis 1963
- Oaxaca de Juárez (Mexique) depuis 1964
- Enschede (Pays-Bas) depuis 1980
- Linköping (Suède) depuis 1987
- Albi (France) depuis 1994
- Tsuchiura (Japon) depuis 2009

## Galerie photographique

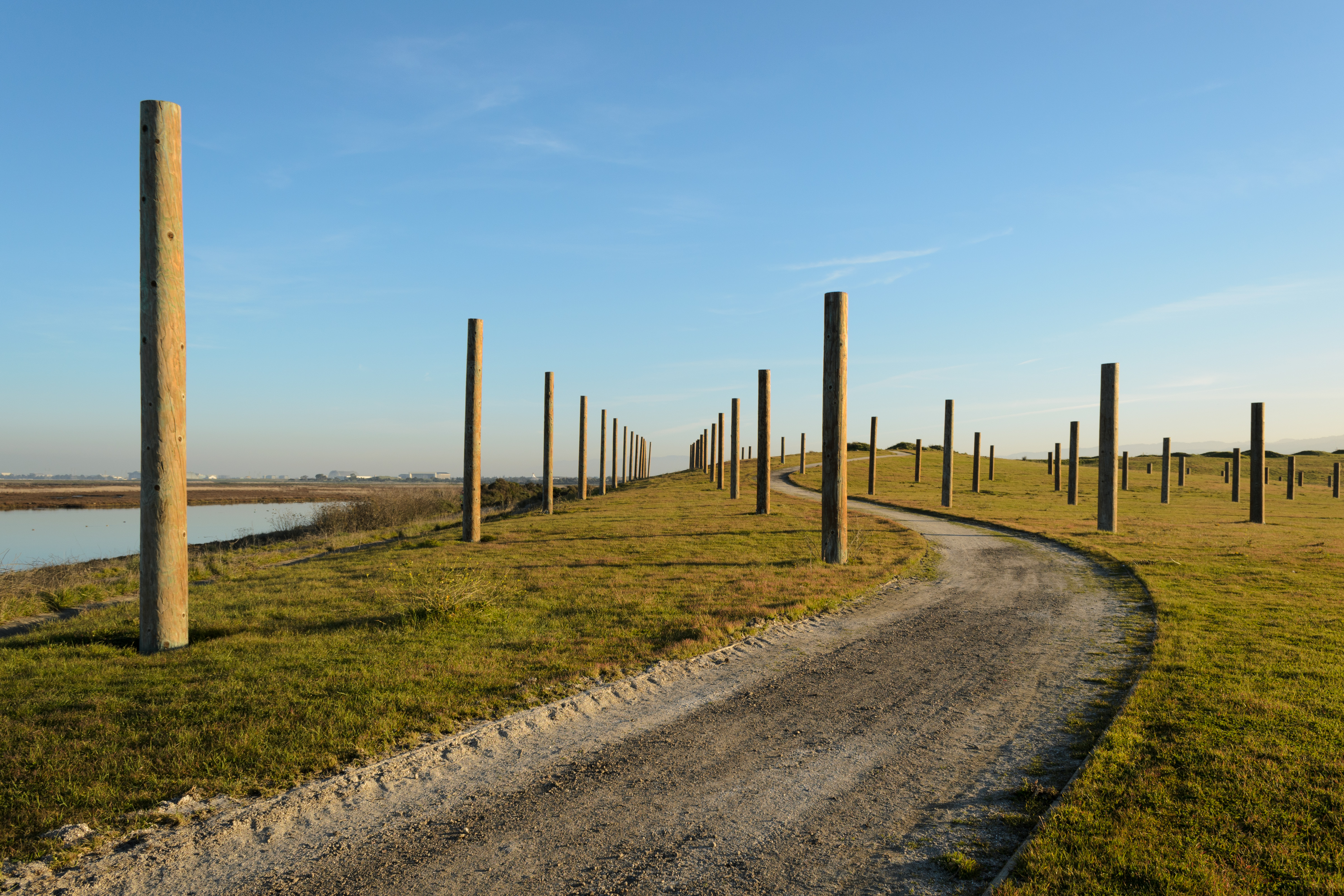
Des poteaux plantés dans l'espace Baylands, œuvre d'art au Byxbee Park. Janvier 2013.
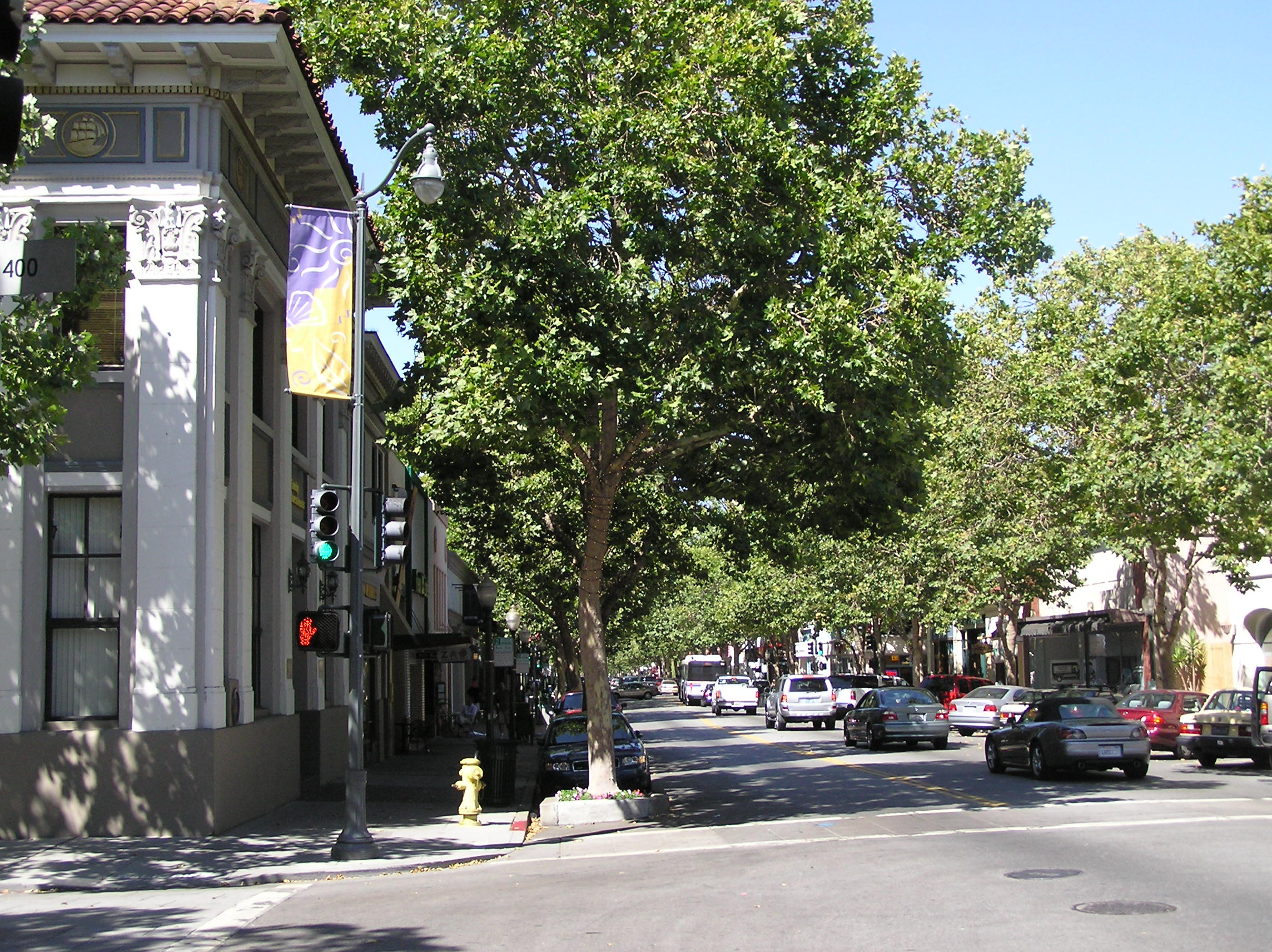
University Avenue dans le centre de Palo Alto.
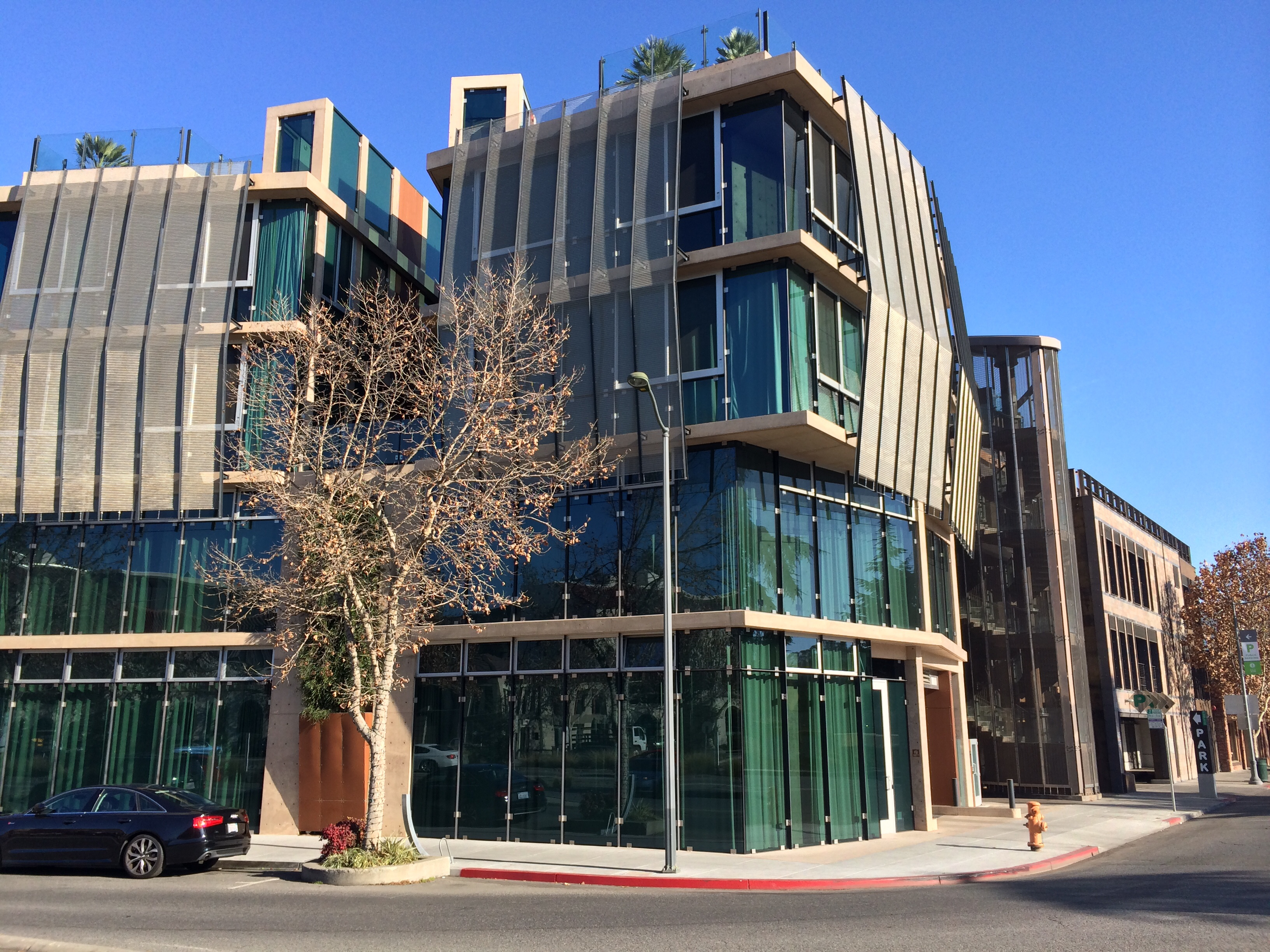
Palo Alto Circle.